# Cappella di Santa Maria a Grancia
La cappella di Santa Maria a Grancia è una chiesa situata nel territorio comunale di Grosseto, su una modesta altura nei pressi del fiume Ombrone a sud della città.

## Storia
La chiesa si trova nel luogo dove in epoca medievale sorgeva un importante monastero benedettino, in stretto contatto con la non lontana Abbazia di San Rabano. L'antico complesso religioso venne trasformato in fattoria fortificata nel corso dei secoli successivi. Il luogo venne temporaneamente abbandonato nella seconda metà del Settecento ma, nel corso dell'Ottocento, la tenuta passò ai baroni Ricasoli che introdussero l'appoderamento e ristrutturarono la fattoria secondo lo stile rurale fiorentino. Presso la Fattoria della Grancia ha attualmente sede l'Archivio della Riforma Fondiaria.

## Descrizione
Dell'antico complesso religioso, poi trasformato in fattoria, rimane soltanto la settecentesca Cappella di Santa Maria, piccola chiesa ad aula unica preceduta da un portico a tre archi, sorretti da pregevoli colonne con capitello sommitale: nel complesso, il suddetto portico delimita l'area del pronao anteriormente alla chiesa propriamente detta. Esternamente, sono da segnalare due campanili a vela, uno per lato, che poggiano con le rispettive basi sui corrispondenti fianchi del tetto a capanna che copre la cappella.
All'interno si conservano decorazioni trompe-l'oeil e due opere cinquecentesche. In passato vi era conservata anche una celebre opera rinascimentale del pittore senese Benvenuto di Giovanni, l'"Assunzione di Maria", dipinta sul finire del Quattrocento e adesso conservata al Metropolitan Museum di New York.